# Platynosomum
Genre
Platynosomum est un genre de trématodes de la famille des Dicrocoeliidae. Ces espèces sont des parasites que l'on retrouve notamment chez le Chat.

## Systématique
La première variété observée, Platynosomum illiciens (Platynosomum concinnum, Platynosomum fastosum) a été retrouvée par Braun en 1901 dans le foie d'une civette frappée de dicrocéliose. En 1910, W. Kossack l'a identifiée comme parasite du petit chat des cavernes (Felis minuta). Le genre Platynosomum a été créé en 1907 par le médecin et zoologiste allemand Arthur Looss (1861-1923).

## Hôtes et vecteurs
Outre le chat, ce parasite infecte également le furet, la souris, l'opossum, certains primates simiesques et les oiseaux. Les hôtes primaires de P. illiciens sont les limaces terrestres et les crustacés terrestres isopodes comme le cloporte (Oniscidea spp. et Nagurus spp.). Les vecteurs secondaires des cercaires sont les lézards (du genre Anolis spp., Hemidactylus spp., Tropidurus spp.) et les crapauds (Bufo spp.). La souris est à la fois un vecteur et un hôte définitif de Platynosomum. La contamination a lieu par ingestion d'hôtes secondaires ou d'animaux porteurs de métacercaires.

## Signes cliniques
L'infection se manifeste par des symptômes typiques d'une affection du foie : perte d'appétit, jaunisse, nausée, vomissements et diarrhée.

## Aire de répartition
Cette douve prospère dans les steppes et prairies des régions tropicales et subtropicales du globe : les Antilles, l'Amérique Centrale et l'Amérique latine, l'Asie et l'Afrique. En Amérique du Nord, on ne retrouve P. illiciens qu'en Floride ; on n'a pas trace d'infection de chats en Europe.

## Liste d'espèces
Selon BioLib (28 novembre 2021) :
- Platynosomum butei (Zeljaskova-Paspaleva, 1962)
- Platynosomum illiciens (Braun, 1901)
- Platynosomum muris (Stscherbakova, 1942)
- Platynosomum semifuscum Looss, 1907
- Platynosomum tuvensis Krasnolobova & Timofeeva, 1968